# Шалена вечірка (фільм, 1929)
Шалена вечірка (англ. The Wild Party) — американська кінокомедія режисера Дороті Арзнер 1929 року.

## Сюжет
Дикі дівчата в коледжі приділяють більше уваги хлопцям, ніж заняттям. Але коли одна з них, Стелла Еймс, заходить занадто далеко в місцевому барі і потрапляє в біду, її професор повинен врятувати її.

## У ролях
- Клара Боу — Стелла Еймс
- Фредрік Марч — Джеймс Гілмор
- Марселін Дей — Фейт Морган
- Ширлі О'Хара — Хелен
- Едріенн Дор — Бейбс
- Джойс Комптон — Єва Тутт
- Джек Оукі — Ел
- Джек Люден — Джордж
- Філліпс Холмс — Філ
- Еліс Едейр — Мезі
- Кей Браянт — Тельма
- Маргаріт Крамер — Гвен
- Амо Інгрем — Джин
- Джин Лоррейн — Енн